# GSC8941-1699
GSC8941-1699 — хімічно пекулярна зоря спектрального класу A, що має видиму зоряну величину в смузі V приблизно 10,6.